# Daba
Daba – dwuznaczeniowy gruziński termin urbanistyczny na przejściowego typu osiedle (osadę, miasteczko), pozostające w położeniu pomiędzy miastem a wsią.
W jednym znaczeniu (wywodzonym z procesu synojkizmu) jest to kategoria podziału administracyjnego, dla miejscowości zlokalizowanej w bezpośrednim sąsiedztwie bram miejskich jakiegoś większego ośrodka. W drugim znaczeniu nazwa określa skupisko ludzi, które z powodu zagęszczenia demograficznego wewnątrz miasta, wychodzi poza fortyfikacje i gospodaruje na terenach do nich bezpośrednio przyległych.

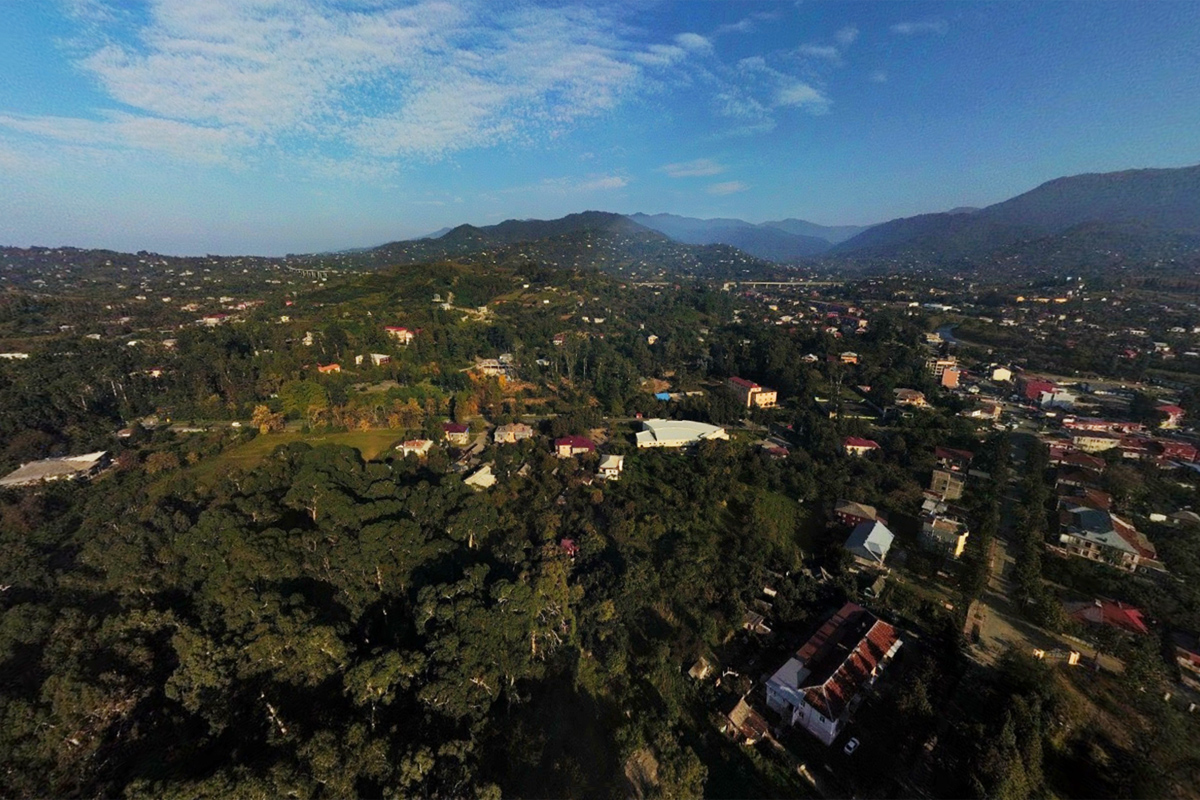
Chakvi (daba miasta Kobuleti w Adżarii).

Daba istniały w Gruzji od czasów starożytnych. Były osadami funkcjonującymi niedaleko murów miast, pozostając od ośrodków metropolitalnych w ścisłej zależności. Z drugiej strony ich mieszkańcy nie dysponowali polami, co uzależniało ich od dostaw żywności ze wsi. Dla daba, funkcjonujących bezpośrednio przy bramach miejskich używano nazwy przedmieścia. Towary wytwarzane w daba nie podlegały ocleniu przy wjeździe do miasta, przy którym daba istniało, co uprzywilejowywało te ośrodki w stosunku do kupców z zewnątrz. W okresie Złotego Wieku Gruzji, za czasów panowania Tamary I Wielkiej, daba były jedynymi osadami niebędącymi własnością żadnych panów. Mimo tego nie doszło w kraju do powstania wolnych miast z uwagi na zbyt duże wpływy władców i zbyt małą siłę oddziaływania potencjalnych samorządów. Miasta ze zbyt silnymi tendencjami do samorządności z reguły włączano do miast, głównie stolic regionów.
Jako nomenklatura podziału administracyjnego daba funkcjonuje w oficjalnej administracji gruzińskiej. W 2017 było w kraju około pięćdziesiąt daba. Przykładami współczesnych daba są okalające Tbilisi miejscowości: Cavkisi, Kiketi, Kojori, Tabachmela, Betania, Lilo, Oqrokana i Achaldaba. Również Vere, obecnie w śródmieściu stolicy Gruzji, dawniej stanowiło daba.
Termin występuje również w literaturze ormiańskiej. Jego odpowiednikiem są tam pojęcia agaraki i dastakerti. Ten pierwszy termin jest obecny także w języku gruzińskim, jednak oznacza w nim, według socjologa, Mariki Pirveli, miejscowość wypoczynkową zlokalizowaną w pobliżu miejscowości stałego zamieszkania człowieka, w której zwykle ta osoba spędza wakacje. Agaraki może to być też drugi dom danego właściciela, jego willa, czy dacza, służące przede wszystkim celom wypoczynkowym.